# كارلا دوبرمان
كارلا دوبرمان (بالألمانية: Carla Doberman) (ولدت في كولونيا، في 2 فبراير، 1928، توفيت في 2008) هي روائية ألمانية، كتبت بجانب الروايات العديد من كتب أدب الرحلات والكتب المتخصصة.